# Retroalimentació positiva

Un sistema mecànic d'equilibri inestable és un sistema amb realimentació positiva

La realimentació positiva (en anglès: positive feedback) és un dels mecanismes de realimentació pel qual els efectes o sortides d'un sistema causen efectes acumulatius a l'entrada, en contrast amb la realimentació negativa on la sortida causa efectes sustractius a l'entrada.
És un procés que ocorre en una retroalimentació del tipus feedback loop (bucle retroactiu o llaç de retroacció) en la qual els efectes d'una petita pertorbació en un sistema inclouen un increment de la magnitud de la pertorbació total.
Contràriament al que es pot creure, la realimentació positiva, no sempre és desitjable, donat que l'adjectiu positiu, es refereix al mecanisme de funcionament, no al resultat.
En els sistemes la realimentació és la que defineix l'equilibri que pot donar-se. Per exemple amb la realimentació positiva, difícilment s'assoleixen punts d'equilibri estable.
És possible identificar la realimentació positiva en sistemes de la natura com el clima, la biosfera, com també en sistemes tancats creats pels humans com l'economia, la societat i els circuits electrònics.